# Andrej Rudnitskij
Andrej Rudnitskij, född den 12 november 1979, är en rysk friidrottare som tävlar i kortdistanslöpning.
Rudnitskijs främsta meriter har kommit som en del av de ryska stafettlagen på 4 x 400 meter. Vid inomhus-VM 2004 blev han silvermedaljör. Han deltog även i stafettlagen vid VM 2003, Olympiska sommarspelen 2004 och vid VM 2005. 
2008 stängdes han av från allt tävlande i två år eftersom han varit dopad med Carphedon och Cannabis vid ryska mästerskapen.

## Personliga rekord
- 400 meter - 45,76